# Das Abendland (Zeitung)
Das Abendland war eine deutschsprachige jüdische Wochenzeitung, die von 1864 bis 1868 in Prag und später in Brünn in der Habsburgermonarchie erschien. Der Untertitel lautete Central-Organ für alle zeitgemäßen Interessen des Judenthums.

## Geschichte
Das von J. Rosenauer und D. Ehrmann, später von Isaak Bloch herausgegebene Blatt, Nachfolger der eingestellten Zeitstimme (1863–1864), widmete sich politischen und gesellschaftlichen Themen mit Bezug zum Judentum, publizierte Nachrichten aus dem In- und Ausland, Beiträge zu jüdischen Bildungsfragen sowie Berichte verschiedener Organisationen. Die Redaktion veröffentlichte überdies amtliche Verordnungen, welche die jüdische Gemeinschaft betrafen. Die Beilage Blätter für Geist und Gemüth bot den Lesern literarische und essayistische Texte. Lag in den ersten beiden Erscheinungsjahren noch ein Schwerpunkt der Zeitung auf den Berichten zu den „Nationalitätenkämpfen“ in der Monarchie, stellte die Redaktion die politische Berichterstattung später weitgehend ein; der politisch und gesellschaftlich so bedeutende Österreichisch-Ungarische Ausgleich wurde kaum thematisiert. Nach dem Umzug des Herausgebers Ehrmann nach Brünn Ende 1867 wurde das Blatt im folgenden Jahr eingestellt.